# Франтішек Крайняк
Франтішек Крайняк (нар. 4 січня 1956, Пряшів — Соливар) — священник Словацької греко-католицької церкви, перекладач, публіцист і культурний діяч русинського середовища у Словаччині. Ініціатор перекладу релігійних текстів русинською мовою, частину яких переклав сам.

## Біографія
По закінченні середньої школи у Пряшеві навчався у 1976—1981 рр. на римсько-католицькому богословському факультеті імені Кирила та Мефодія в Університеті Коменського в Братиславі, оскільки у той час Греко-католицька церква в Чехословаччині не мала власної семінарії і богослови зі Словаччини могли навчатися лише на тому факультеті в обмеженій кількості. У 1981 році отримав сан священника і короткий час служив у парафії в Рокитові коло Гуменного. У 1983 році отець Крайняк сформував групу священників і вірян, завданням якої був переклад релігійних і богослужбових текстів з церковнослов'янської мови на русинську. З 1985 року понад два десятиліття служив у парафії в Меджилабірцях. 
У 1999 році отримав титул ліценціата теології.
Останні роки є парохом в русинському селі Камйонка старолюбовняньского окресу.

## Переклади
Переклав русинською мовою:
- «Малый ґрекокатолицькый катехізм про русиньскы діти», 1992.
- «Євангелія на неділі і свята цілого року», 1999.
- «Євангеліє од св. Йоана», 2003.